# Lycée Jean-Renoir (Munich)

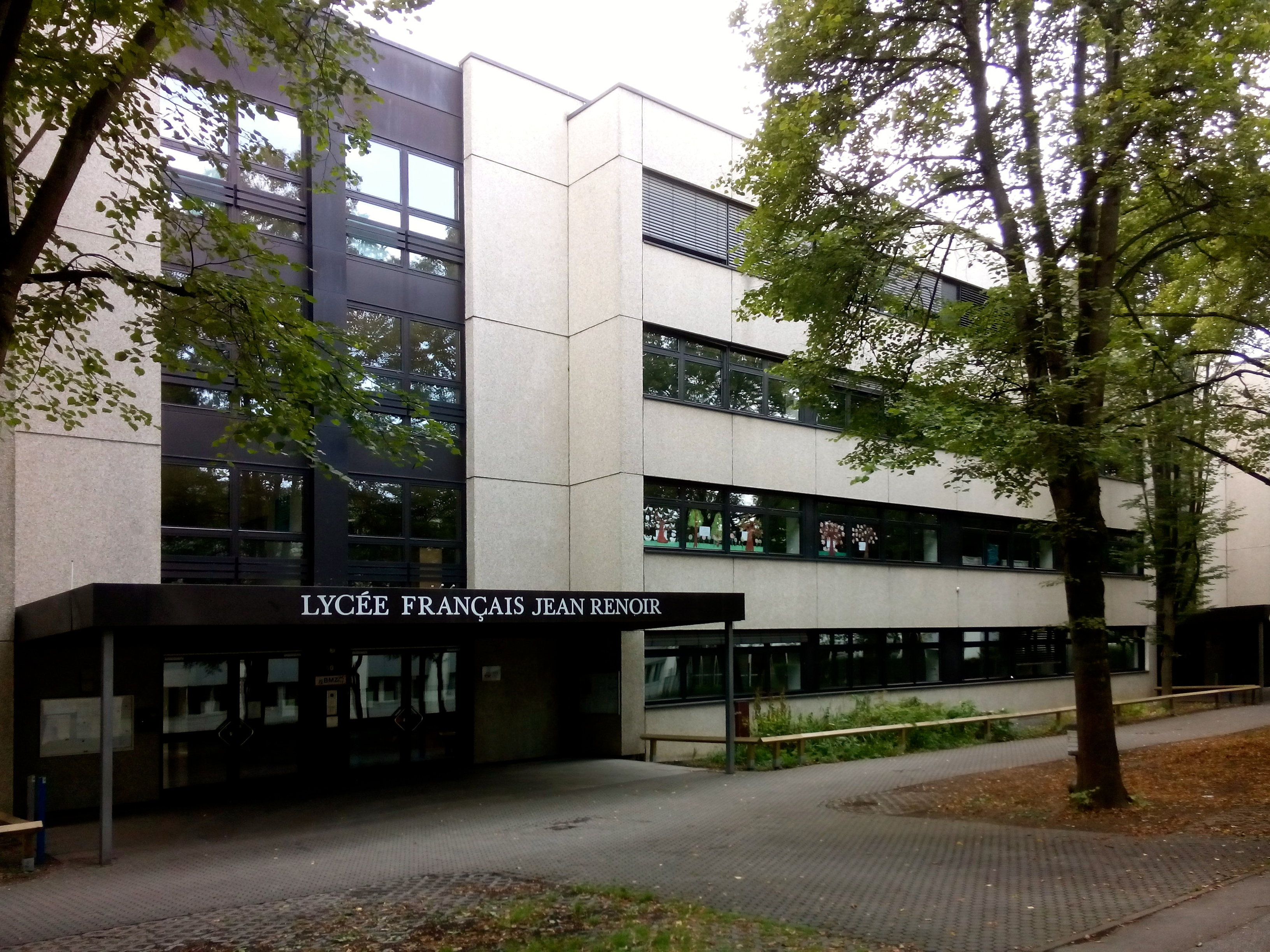
Campus maternelle et primaire

Le lycée Jean-Renoir (LJR) est un établissement d'enseignement français, homologué par le ministère français chargé de l'Éducation nationale et géré directement par l'Agence pour l'enseignement français à l'étranger, établissement public sous la tutelle du ministère français chargé des Affaires étrangères. Il est situé à Munich, capitale de la Bavière (en Allemagne du Sud).

## Histoire
Le lycée Jean-Renoir a été créé auprès de l'Institut français en 1953 et scolarise aujourd'hui les élèves de la maternelle à la classe terminale.
Ce lycée français ne comptait à l'origine que neuf élèves, pour passer jusqu'à 1 447 élèves dont 1 205 français en 2014. Il est le plus important établissement d’enseignement français en Allemagne. Il accueille notamment en première et en terminale des lycéens venus de France dans le cadre du programme des bourses dites « de Londres » ouvert également dans cinq autres établissements français de l'étranger : Londres, Vienne, Barcelone, Madrid et Dublin.

## Implantation et reconnaissance
Les classes primaires se situent à Ungsteinerstraße 50 (quartier de Giesing), et les classes secondaires (collège et lycée) à la Berlepschstraße (quartier de Sendling). L’école élémentaire est reconnue depuis 1976 par l'État de Bavière comme Ersatzschule (école privée agréée) et l’école maternelle est reconnue comme Kindergarten privé agréé par la ville de Munich. Des éléments spécifiques d’étude de la civilisation, de la culture et de la langue allemande sont ajoutés aux programmes français.
Les élèves peuvent préparer le baccalauréat français général ou l'Abibac franco-allemand.
Il est établissement mutualisateur de l'AEFE pour la zone Europe centrale et orientale (ZECO).
L'établissement a choisi ce nom en l'honneur du grand cinéaste français Jean Renoir.

## Direction
- Proviseur : Alain Houille
- Proviseur-adjoint : Julien Duranté
- Directrice de l'école primaire : Claire Le Sourd